# Марија од Фоа
Марија од Фоа (Француски: Marie de Foix; после 1452, Каркасон, Фоа - 1467, Казале-Монферато, Монферат) - ћерка грофа од Фоа и де Бигора, виконта де Берна, де Кастелблона и де Нарбона, принца-савладара Андоре Гастона IV де Фоа из куће Фоик-Граили; након удаје - маркиза од Монферата.

## Биографија
Марија од Фоа је рођена после 1452. године у Каркасону, у грофовији Фоа. Била је ћерка Гастона IV, грофа од Фоа и де Бигоре, виконта де Беарна, де Кастелбона и де Нарбоне, принца савладара Андоре и краљице Елеоноре од Наваре, ћерке Хуана II, краља Арагона, Наваре, Сицилије, Валенсије , Мајорка, Сардиније и Корзике. Поред ње, у породици је било још деветоро деце.
У доби од 13 година, 19. јануара 1465. године, грофица Марија од Фоа се удала за удовца маркиза Вилијама VIII Палеолога, маркгрофа од Монферата. Постала је најмлађи носилац титуле маркгрофица од Монферата.
Маркиза Марија од Фоа умрла је две године после венчања, 1467. године, не успевши да роди наследника свом мужу.

## Породица
У браку маркизе Марије од Фоа и маркиза Вилијама VIII Палеолога родила се једна ћерка:
- Јована Палеолог (1466–1490), удата за Лудовика II дел Васта, маркгрофа од Салуца.

## Линкови
- https://gw.geneanet.org/jfdutar?lang=fr;p=marie;n=de+foix
- http://www.genealogy.euweb.cz/foix/foix3.html#MMG4
- http://www.genealogy.euweb.cz/byzant/byzant12.html#GG